# Seriphidium
Seriphidium là một chi thực vật có hoa trong họ Cúc (Asteraceae).

## Loài
Chi Seriphidium gồm các loài: